# UNSA Agriculture Agroalimentaire
 (juillet 2017).
Si vous disposez d'ouvrages ou d'articles de référence ou si vous connaissez des sites web de qualité traitant du thème abordé ici, merci de compléter l'article en donnant les références utiles à sa vérifiabilité et en les liant à la section « Notes et références ».
L'UNSA Agriculture Agroalimentaire (UNSA2A) est un syndicat regroupant des salariés et des retraités issus du secteur privé de l'agriculture et de l'agroalimentaire. Elle était auparavant connue sous le nom de FGSOA.
Elle est présente dans les entreprises et secteurs suivants :
- le Crédit agricole  ;
- le Crédit mutuel ;
- la Mutualité sociale agricole (MSA) ;
- Groupama ;
- les coopératives agricoles (céréalières, laitières, vinicole...) ;
- le contrôle laitier ;
- l'insémination ;
- les chambres d'agriculture ;
- les fromageries ;
- les exploitations forestières ;
- les instituts techniques ;
- les secteurs de la production et de l'agroalimentaires, etc.

L'UNSA Agriculture Agroalimentaire a pris cette dénomination lors de son congrès de 2001 à Reims. Elle prend la suite de la Fédération générale des syndicats de salariés des organisations professionnelles de l'agriculture et de l'industrie agro-alimentaire (FGSOA).
L'UNSA Agriculture Agroalimentaire (UNSA2A) constitue le 1er pôle de l'UNSA, qui en compte 8.
L'actuel secrétaire général de l'UNSA Agriculture Agroalimentaire est Alain Auzeméry qui a succédé à Dominique Rougier lors du XXVIIIe congrès fédéral qui s’est tenu du 10 au 12 mai 2012 à Angers.